# Takehiko Kawanishi
Takehiko Kawanishi (jap. 川西 武彦, Kawanishi Takehiko; * 9. Oktober 1938 in der Präfektur Hiroshima) ist ein ehemaliger japanischer Fußballspieler.

## Nationalmannschaft
1959 debütierte Kawanishi für die japanische Fußballnationalmannschaft. Kawanishi bestritt acht Länderspiele.

## Errungene Titel
- Japan Soccer League: 1965, 1966
- Kaiserpokal: 1965